# Élections législatives ukrainiennes de 2019
Les élections législatives ukrainiennes de 2019 se déroulent de manière anticipée le 21 juillet 2019 afin de renouveler les membres de la Rada. Elles étaient initialement prévues pour le 27 octobre 2019 avant d'être convoquées de façon anticipée par le nouveau président ukrainien, Volodymyr Zelensky.
Son parti Serviteur du peuple sort grand vainqueur des élections, avec plus de 43 % des suffrages et 253 sièges sur 424. Pour la première fois depuis le retour du multipartisme en Ukraine, un parti remporte seul la majorité absolue.

## Contexte

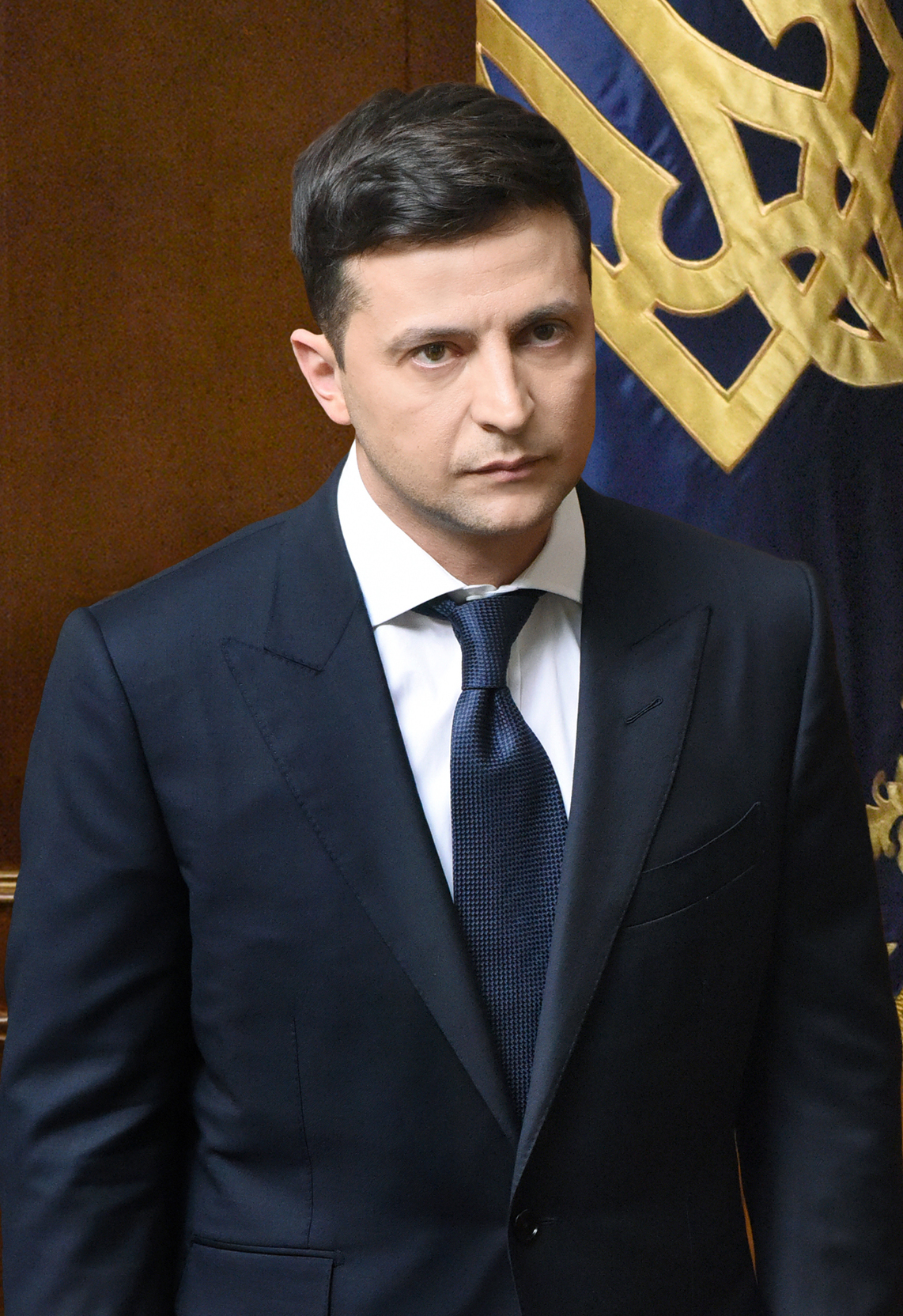
Volodymyr Zelensky, président de l’Ukraine depuis mai 2019.

La date du 27 octobre 2019 est initialement évoquée pour la tenue des élections. La coalition sortante est formée du Bloc Petro Porochenko « Solidarité » (BPP-S) — renommé « Solidarité européenne » pendant la campagne législative — et du Front populaire (NF). Issue des élections législatives de 2014, qui se sont tenues à la suite de la révolution de Maïdan et de l'éclatement de la guerre du Donbass, cette coalition est fragilisée en 2016 par l'entrée dans l'opposition de l'Union panukrainienne « Patrie » et de Samopomitch. À l'instar du président Petro Porochenko, elle a rapidement vu sa popularité chuter du fait des difficultés économiques, du recul sur certaines réformes promises et des scandales financiers,,.
L'élection présidentielle de 2019, qui se tient en mars et avril 2019 voit le comédien novice en politique Volodymyr Zelensky l'emporter largement au second tour face à Petro Porochenko. Le nouveau président se retrouve en situation de cohabitation, son parti ne détenant que deux sièges à la Rada (Parlement national). L'écart de vue entre le président élu et le Parlement devient évident lorsque Volodymyr Zelensky critique quelques jours après son élection l’adoption d'une loi renforçant l'usage de la langue ukrainienne en dehors des sphères privée et religieuse.
Après avoir sans succès tenté de constituer un groupe parlementaire, Zelensky entend procéder à des élections anticipées, pour lequel son parti, Serviteur du peuple, est favori dans les sondages. Mais la Constitution interdit de dissoudre la Rada à moins de six mois du terme de son mandat, soit le 27 mai au plus tard, le terme de la législature sortante étant prévu le 28 novembre. Zelensky demande par conséquent à prêter serment le 19 mai, huit jours avant la fin du délai constitutionnel. Le Parlement décide de fixer la cérémonie pour le 20 mai 2019, la première date coïncidant avec celle de la commémoration des victimes de la répression stalinienne. Durant la cérémonie d'investiture, Zelensky annonce la dissolution du Parlement,. Le lendemain, il fixe la date au 21 juillet 2019, la loi électorale imposant un délai de soixante jours lors d'un scrutin anticipé. Le 22 mai, le Parlement, qu'il convoque pour une session extraordinaire, refuse de modifier la loi électorale pour mettre en place un système totalement proportionnel et de fixer le seuil de représentativité à 3 %.
Le président de la Rada ayant annoncé le 17 mai la fin de la coalition au pouvoir, l'opposition et des juristes estiment que la décision de Zelensky viole la Constitution, qui prévoit dans un tel cas un délai préalable d'un mois afin de tenter de mettre en place un nouveau gouvernement,. Le Premier ministre sortant, Volodymyr Hroïsman, et plusieurs ministres annoncent alors leur démission, qui sont rejetées par la Rada. Saisie sur cette question, la Cour constitutionnelle statue le 20 juin sur la conformité du décret présidentiel, et rend un jugement favorable. Une annulation du décret présidentiel aurait eu pour effet de repousser les élections à la date initiale du 27 octobre

## Système électoral
Le Parlement unicaméral de l'Ukraine, la Rada, est composé de 450 députés élus pour un mandat de cinq ans selon un mode de scrutin parallèle. Cependant, pour tenir compte de la double contrainte de tenir les prochaines élections en octobre (sauf dissolution) et de la durée maximale de la législature de cinq ans, le mandat des députés élus en 2019 durera quatre ans. Sont ainsi à pourvoir 225 sièges au scrutin uninominal majoritaire à un tour dans autant de circonscriptions électorales, auxquels se rajoutent 225 sièges pourvus au scrutin proportionnel plurinominal de liste fermées avec seuil électoral de 5 % dans une unique circonscription nationale. Les deux systèmes opèrent indépendamment l'un de l'autre.
Contrairement à un système mixte de compensation, les sièges à la proportionnelle ne sont pas attribués de manière que leurs additions à ceux du scrutin majoritaire fassent correspondre le total de sièges des partis à leurs parts des voix au niveau national. Chaque parti obtient une part de la moitié des sièges pourvus à la proportionnelle correspondant à sa part des suffrages, auxquels s'ajoutent les sièges de l'autre moitié, obtenus dans chaque circonscription à la majorité relative, donnant au scrutin une tendance majoritaire.
En raison de la situation dans l'Est de l'Ukraine, les Ukrainiens y vivant ne peuvent que partiellement participer à ces élections. Cette impossibilité est totale en Crimée depuis l'annexion de la région par la Russie. L'ensemble de ces électeurs représente ainsi près de 12 % des inscrits. Les précédentes élections n'avaient pour ces raisons eu lieu que dans 198 circonscriptions sur les 225 pourvus au scrutin majoritaire. En 2019, 199 circonscriptions sont concernées.

## Listes

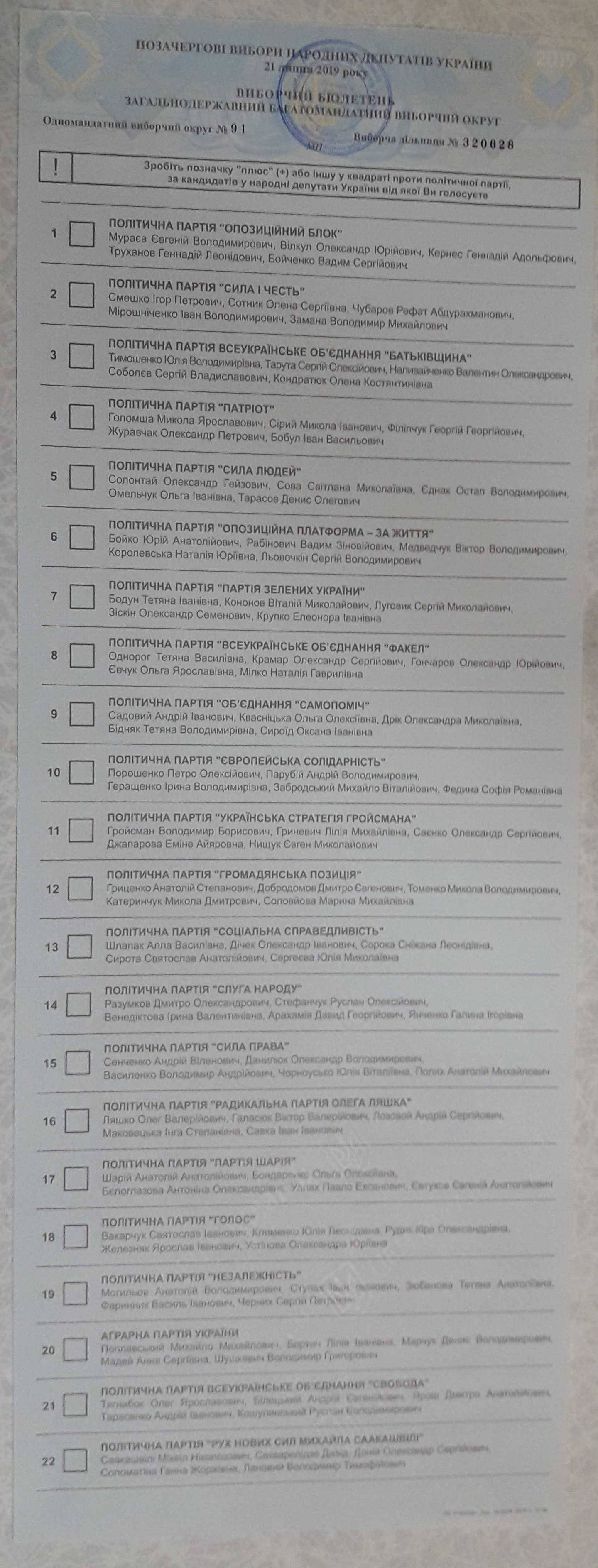
Exemplaire du bulletin de vote

Petro Porochenko conduit la liste de Solidarité européenne, nouveau nom du Bloc Petro Porochenko « Solidarité ».
Le Premier ministre, Volodymyr Hroïsman, se présente sous l'étiquette d'un nouveau parti, Stratégie ukrainienne de Hroïsman (en),. De son côté, le Front populaire ne présentera pas de liste pour la part proportionnelle de l'élection ni de candidats au scrutin majoritaire ; cependant, des candidats qui en sont issus sont présents sur les listes Stratégie ukrainienne et Solidarité européenne.
Le maire de Kiev, Vitali Klitschko, annonce que l'Alliance démocratique ukrainienne pour la réforme (UDAR) entend participer au scrutin séparément du parti de Porochenko, auquel il appartenait jusque-là. Vitali Klitschko demande sans succès à l'ancien président de Géorgie Mikheil Saakachvili de conduire l’UDAR lors des élections, puis annonce qu'il présentera des candidats uniquement dans les circonscriptions pour lesquelles le scrutin a lieu au scrutin uninominal. Anatoliï Hrytsenko, arrivé cinquième à l'élection présidentielle de 2019, annonce que son parti Position citoyenne présentera une liste commune avec Contrôle populaire de Dmytro Dobrodomov, Pays natal de Mykola Tomenko et le Parti européen d'Ukraine de Mykola Kateryntchouk. L'ancien chef des services de sécurité d'Ukraine (SBU), Ihor Smechko, qui a obtenu 6 % à l'élection présidentielle de 2019, annonce que son parti, Force et honneur (en), participera au scrutin.
Pour sa part, le musicien et ancien député Sviatoslav Vakartchouk participe au scrutin sous l'étiquette de son parti, Voix.
Après son retour en Ukraine, Mikheil Saakachvili annonce que son parti, le Mouvement des forces nouvelles, participera au scrutin. Après avoir refusé d'enregistrer la liste du Mouvement des forces nouvelles à cause de disparités dans les dates de documents justificatifs, la Commission électorale centrale d'Ukraine autorise le parti à concourir,. Fraîchement libérée, la députée Nadia Savtchenko annonce elle aussi la participation de son parti, la Plateforme sociale et politique de Nadia Savtchenko, au scrutin, mais uniquement au scrutin majoritaire.
Le Parti des Verts d'Ukraine participe également au scrutin.
Svoboda, Secteur droit, Corps national et Initiative gouvernementale de Iaroch présentent une liste commune sous l'étiquette Svoboda.
À la clôture de la procédure d'enregistrement, 21 listes figurent sur le bulletin de vote pour le scrutin proportionnel, ce qui est moins qu'en 2014. Le 30 juin, la Commission électorale centrale d'Ukraine ajoute le Mouvement des forces nouvelles au bulletin avec 22 pour numéro.

## Campagne
La campagne commence le 24 mai 2019.
Le 14 juin, un député de la Plateforme d'opposition-Pour la vie achète Zik, une des chaînes les plus populaires du pays, provoquant la démission d'une grande partie des journalistes.
Après la présentation initiale des listes, les partis Serviteur du peuple et Voix demandent aux Ukrainiens de leur communiquer des informations compromettantes dont ils disposeraient sur leurs candidats. À la suite de cette procédure, les noms de plusieurs personnes sont retirés des listes,.
Le 7 juillet, la chaîne d'État russe Rossiya 24 annonce une téléconférence commune avec la chaîne ukrainienne NewsOne, contrôlée par des députés de la Plateforme d'opposition-Pour la vie. Cette initiative provoque une vive réaction des partis pro-occidentaux. Le parti Voix organise une manifestation devant le siège de la chaîne ukrainienne. Volodymyr Zelensky dénonce un coup de communication dangereux juste avant les législatives et propose de remplacer la téléconférence par une réunion entre présidents à Minsk.

## Sondages
Jusqu'à la fin de l'année 2018, les enquêtes d'opinion donnent l'Union panukrainienne « Patrie », conduite par l'ancienne Première ministre Ioulia Tymochenko, en tête du scrutin ; la formation était arrivée sixième aux élections de 2014. Le parti Serviteur du peuple, nouvellement créé avec pour figure principale Volodymyr Zelensky, prend ensuite la tête des sondages. Au début du mois de juin 2019, les sondages indiquent que cinq partis ont des chances de franchir le seuil de 5 % : Serviteur du peuple, Plateforme d'opposition - pour la vie, Solidarité européenne, Union panukrainienne « Patrie » et Voix. À l'approche du jour de vote, les sondeurs font état d’une participation aux alentours de 50 %.

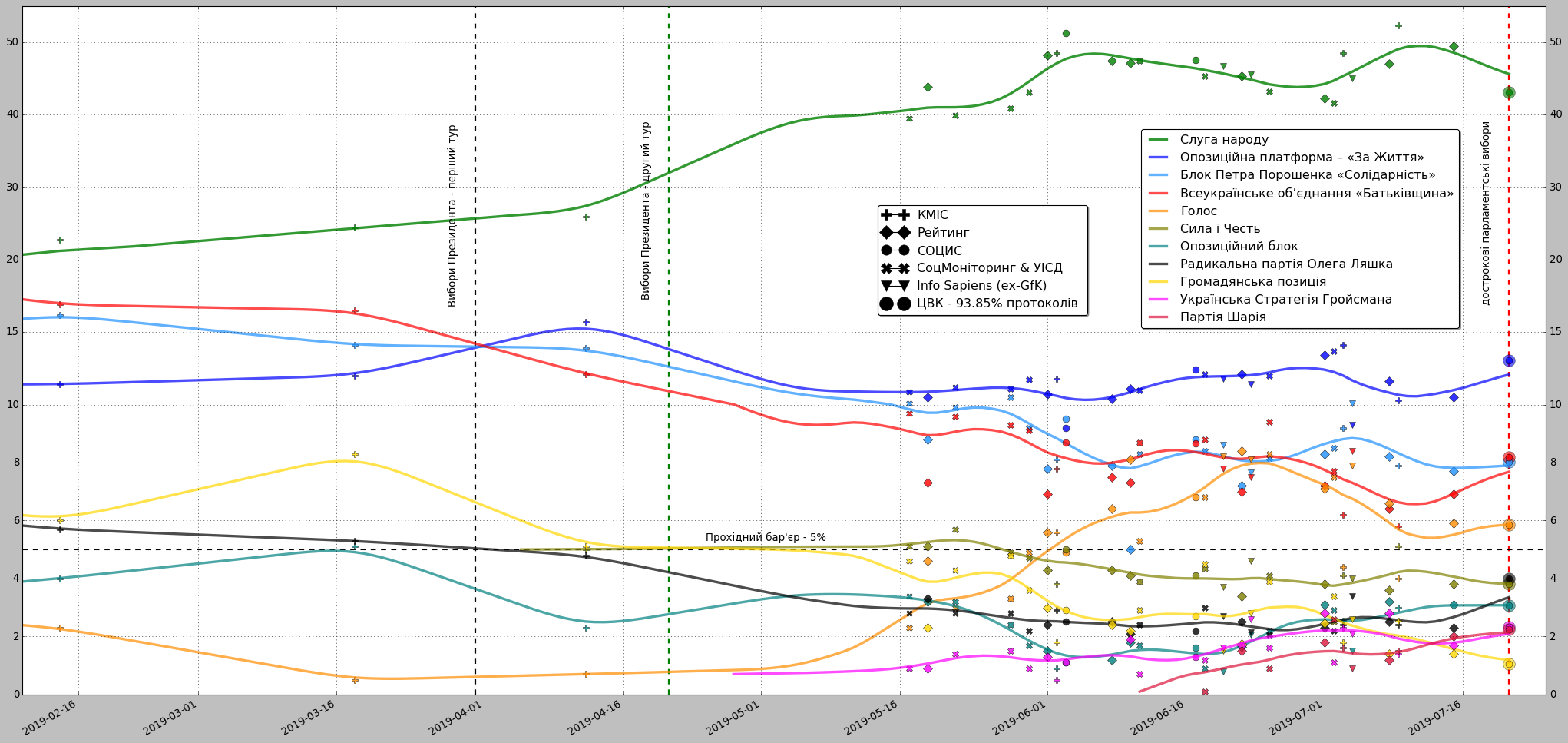
Évolution des sondages (à partir de février 2019).

## Résultats

### Au niveau national
|                           |                                                   |                    |                    |                    |                    |                    |                    |                  |       |               |
| Parti                     | Parti                                             | Proportionnelle    | Proportionnelle    | Proportionnelle    | Proportionnelle    | Circonscriptions   | Circonscriptions   | Circonscriptions | Total | +/-           |
| Parti                     | Parti                                             | Voix               | %                  | +/-                | Sièges             | Voix               | %                  | Sièges           | Total | +/-           |
|                           | Serviteur du peuple                               | 6 307 793          | 43,16              | Nv.                | 124                | 4 630 880          | 32,87              | 130              | 254   | 254           |
|                           | Plateforme d'opposition-Pour la vie               | 1 908 111          | 13,05              | Nv.                | 37                 | 987 832            | 7,01               | 6                | 43    | 43            |
|                           | Union panukrainienne « Patrie »                   | 1 196 303          | 8,18               | 2,50               | 24                 | 686 734            | 4,87               | 2                | 26    | 6             |
|                           | Solidarité européenne                             | 1 184 620          | 8,10               | 13,72              | 23                 | 589 918            | 4,19               | 2                | 25    | 106           |
|                           | Voix                                              | 851 722            | 5,82               | Nv.                | 17                 | 401 903            | 2,85               | 3                | 20    | 20            |
|                           | Parti radical                                     | 586 384            | 4,01               | 3,43               | 0                  | 152 191            | 1,08               | 0                | 0     | 22            |
|                           | Force et honneur                                  | 558 652            | 3,82               | 3,74               | 0                  | 175 397            | 1,24               | 0                | 0     | en stagnation |
|                           | Bloc d'opposition                                 | 443 195            | 3,03               | 6,34               | 0                  | 377 191            | 2,68               | 6                | 6     | 23            |
|                           | Stratégie ukrainienne de Hroïsman                 | 352 934            | 2,41               | Nv.                | 0                  |                    |                    |                  | 0     | en stagnation |
|                           | Parti de Chari                                    | 327 152            | 2,23               | Nv.                | 0                  | 12 054             | 0,09               | 0                | 0     | en stagnation |
|                           | Svoboda                                           | 315 568            | 2,15               | 2,56               | 0                  | 452 373            | 3,21               | 1                | 1     | 5             |
|                           | Position citoyenne                                | 153 225            | 1,04               | 2,06               | 0                  | 103 044            | 0,73               | 0                | 0     | en stagnation |
|                           | Parti des Verts d'Ukraine                         | 96 659             | 0,66               | 0,41               | 0                  |                    |                    |                  | 0     | en stagnation |
|                           | Samopomitch                                       | 91 596             | 0,62               | 10,35              | 0                  | 135 297            | 0,96               | 1                | 1     | 32            |
|                           | Parti agrarien d'Ukraine                          | 75 509             | 0,51               | N/A                | 0                  | 96 139             | 0,68               | 0                | 0     | en stagnation |
|                           | Mouvement des forces nouvelles                    | 67 740             | 0,46               | Nv.                | 0                  | 7 683              | 0,05               | 0                | 0     | en stagnation |
|                           | Pouvoir du peuple                                 | 27 984             | 0,19               | 0,08               | 0                  | 49 117             | 0,35               | 0                | 0     | en stagnation |
|                           | Force du droit                                    | 20 340             | 0,13               | Nv.                | 0                  |                    |                    |                  | 0     | en stagnation |
|                           | Patriotes                                         | 16 123             | 0,11               | Nv.                | 0                  | 18 015             | 0,13               | 0                | 0     | en stagnation |
|                           | Justice sociale                                   | 15 967             | 0,10               | Nv.                | 0                  | 2 615              | 0,02               | 0                | 0     | en stagnation |
|                           | Indépendance                                      | 7 970              | 0,05               | Nv.                | 0                  |                    |                    |                  | 0     | en stagnation |
|                           | Association ukrainienne Torche                    | 7 739              | 0,05               | Nv.                | 0                  | 0                  | en stagnation      |                  |       |               |
|                           | Centre uni                                        |                    |                    |                    |                    | 44 485             | 0,32               | 1                | 1     | 1             |
|                           | Mouvement populaire d'Ukraine                     | 41 482             | 0,29               | 0                  | 0                  | en stagnation      |                    |                  |       |               |
|                           | Alliance démocratique ukrainienne pour la réforme | 22 279             | 0,16               | 0                  | 0                  | en stagnation      |                    |                  |       |               |
|                           | Ensemble avec Bila Tserkva                        | 20 277             | 0,14               | 1                  | 1                  | 1                  |                    |                  |       |               |
|                           | Axe démocratique                                  | 13 613             | 0,10               | 0                  | 0                  | en stagnation      |                    |                  |       |               |
|                           | Autres partis                                     | 73 535             | 0,52               | 0                  | 0                  | –                  |                    |                  |       |               |
|                           | Indépendants                                      | 4 992 514          | 35,43              | 46                 | 46                 | 51                 |                    |                  |       |               |
|                           | Sièges non pourvus                                | Sièges non pourvus | Sièges non pourvus | Sièges non pourvus | Sièges non pourvus | Sièges non pourvus | Sièges non pourvus | 26               | 26    | 1             |
|                           |                                                   |                    |                    |                    |                    |                    |                    |                  |       |               |
| Suffrages exprimés        | Suffrages exprimés                                | 14 613 286         | 99,01              |                    |                    |                    |                    |                  |       |               |
| Votes blancs et invalides | Votes blancs et invalides                         | 146 262            | 0,99               |                    |                    |                    |                    |                  |       |               |
| Total                     | Total                                             | 14 759 548         | 100                | –                  | 225                | 14 090 157         | 100                | 225              | 450   | en stagnation |
| Abstentions               | Abstentions                                       | 15 214 191         | 50,76              |                    |                    |                    |                    |                  |       |               |
| Inscrits / participation  | Inscrits / participation                          | 29 973 739         | 49,24              |                    |                    |                    |                    |                  |       |               |

## Suites
Au soir du scrutin, Serviteur du peuple propose une alliance au parti Voix, puis y renonce, ayant obtenu la majorité absolue des sièges et l'intéressé ayant décliné la proposition. Cette victoire, qui traduit un désir de renouvellement de la classe politique, amène à la Rada de nombreux députés n'ayant pas d'expérience politique.